# Lena Brogren
Lena Brogren, ursprungligen Ulla-Britt Brogren, född 18 april 1929 i Västerås, död 21 september 2005 i Göteborg, var en svensk skådespelare.

## Biografi
Brogren kom till Göteborgs Stadsteater i slutet av 1950-talet och blev ett av de stora affischnamnen på teatern. Särskilt minnesvärda är hennes rolltolkningar i Natten är dagens mor och Kaos är granne med Gud. Sin humoristiska sida fick hon visa upp i pjäsen Tjena Gary där hon spelade mot Ingvar Hirdwall. Hagge Geigert engagerade henne för rollen som den stränga barnboksförfattaren Mrs Smythe i farsen En man för mycket på Lisebergsteatern 1992.[källa behövs]
Hon filmdebuterade 1949 i Schamyl Baumans Skolka skolan och medverkade i en lång rad film- och TV-produktioner. I Hedebyborna gjorde hon den alkoholiserade baronessan. På senare år blev hon känd genom Carin Mannheimers TV-serier Solbacken: Avd. E och Saltön. Lena Brogren är begravd i familjegraven på Östra kyrkogården i Göteborg.

## Filmografi
- 1949 – Skolka skolan
- 1952 – Kvinnors väntan
- 1952 – Trots
- 1957 – Lille Fridolf blir morfar
- 1966 – Blå gatan (TV-serie)
- 1967 – De löjliga preciöserna
- 1972 – Dela lika (TV-serie)
- 1972 – Bröderna Malm (TV-serie)
- 1973 – Om 7 flickor
- 1973 – Bröd för dagen (TV-serie)
- 1973 – Pelle Jansson (TV-serie)
- 1975 – Gyllene år (TV-serie)
- 1976 – Hem till byn (TV-serie)
- 1976 – Fleksnes fataliteter (TV-serie)
- 1977 – Lära för livet (TV-serie)
- 1978–1982 – Hedebyborna (TV-serie)
- 1978 – Peters baby (TV-serie)
- 1979 – Albert & Herbert (TV-serie)
- 1981 – Rasmus på luffen
- 1981 – Operation Leo
- 1981 – Kallocain (TV-serie)
- 1981 – Tuppen
- 1982 – Polisen som vägrade svara (TV-serie)
- 1983 – Gråtvalsen
- 1984 – Kaos är granne med Gud
- 1984 – Natten är dagens mor
- 1986 – Rasmus på luffen (TV-serie)
- 1989 – Glenn och Gloria
- 1989 – Sparvöga (TV-serie)
- 1991 – Den goda viljan (TV-serie)
- 1994 – Rena rama Rolf (TV-serie)
- 1997 – Älskade Lotten (TV-serie)
- 1997 – Glappet (TV-serie)
- 1997 – Änglarna sover (TV-serie)
- 1998 – Svenska hjärtan (TV-serie)
- 2001 – Jacobs frestelse
- 2001 – Anderssons älskarinna (TV-serie)
- 2003 – Solbacken: Avd. E (TV-serie)
- 2005 – Saltön (TV-serie)

## Teater

### Roller (ej komplett)
| År   | Roll                       | Produktion                                    | Regi            | Teater                                 |
| ---- | -------------------------- | --------------------------------------------- | --------------- | -------------------------------------- |
| 1951 |                            | Markens gud Paul Green                        | Börje Mellvig   | Riksteatern                            |
| 1953 | Anna, Vielgeschreis köksa  | Den jäktade Ludvig Holberg                    |                 | Göteborgs stadsteater 1 maj 1953       |
| 1953 |                            | Så går fem år Federico Garcia Lorca           |                 | Göteborgs stadsteater 16 oktober 1953  |
| 1953 | Hilde                      | Frun från havet Henrik Ibsen                  |                 | Göteborgs stadsteater 26 november 1953 |
| 1957 | Hustrun                    | Stolarna Eugène Ionesco                       |                 | Göteborgs stadsteater                  |
| 1959 |                            | Naken kvinna med violin Noël Coward           | Olof Bergström  | Göteborgs stadsteater                  |
| 1959 |                            | Ljuva ungdomstid Eugene O'Neill               | Sam Besekow     | Göteborgs stadsteater                  |
| 1960 |                            | Den ena för den andra Gustav III              | Lars Engström   | Göteborgs stadsteater                  |
| 1961 | Regine Engstrand           | Gengångare Henrik Ibsen                       |                 | Göteborgs stadsteater 16 mars 1961     |
| 1962 |                            | Kattorna Walentin Chorell                     | Staffan Aspelin | Göteborgs stadsteater                  |
| 1963 |                            | Vem är rädd för Virginia Woolf? Edward Albee  |                 | Göteborgs stadsteater 18 oktober 1963  |
| 1970 | Änkan Quin                 | Hjälten på den gröna ön John Millington Synge | Mats Johansson  | Göteborgs stadsteater                  |
| 1998 | Anfisa, amma, 80 år gammal | Tre systrar Anton Tjechov                     |                 | Göteborgs stadsteater 5 december 1998  |

## Priser och utmärkelser
- 1954 - Folkparkernas teaterstipendium

### Fotnoter
1. 1 2  ”Lena Brogren”. Svensk Filmdatabas. http://www.sfi.se/sv/svensk-filmdatabas/Item/?type=PERSON&itemid=64027&iv=OVERVIEW. Läst 19 augusti 2012.
2. ↑  Age (30 maj 1951). ”Klart för turnéer”. Dagens Nyheter:  s. 32. https://arkivet.dn.se/tidning/1951-05-30/142/32. Läst 3 juni 2018.
3. ↑  Ebbe Linde (16 februari 1957). ”'Stolarna' och 'En resande' på Göteborgs stadsteater”. Dagens Nyheter:  s. 10. http://arkivet.dn.se/arkivet/tidning/1957-02-16/46/10. Läst 31 augusti 2015.
4. ↑  ”Scenförändringar: Vårpjäser i Lilla London”. Dagens Nyheter:  s. 17. 23 april 1959. https://arkivet.dn.se/tidning/1959-04-23/109/17. Läst 26 september 2020.
5. ↑  ”Scenförändringar: Jubileum i Göteborg”. Dagens Nyheter:  s. 15. 21 augusti 1959. https://arkivet.dn.se/tidning/1959-08-21/225/15. Läst 26 september 2020.
6. ↑  ”Nöjesnytt”. Dagens Nyheter:  s. 9. 10 augusti 1960. https://arkivet.dn.se/tidning/1960-08-10/215/9. Läst 26 september 2020.
7. ↑  ”Elva kattor i Göteborg”. Dagens Nyheter:  s. 10. 10 augusti 1962. https://arkivet.dn.se/tidning/1962-08-10/214/10. Läst 26 september 2020.
8. ↑  Leif Zern (12 september 1970). ”'Hjälten på gröna ön' i Göteborg: God underhållning”. Dagens Nyheter:  s. 16. http://arkivet.dn.se/tidning/1970-09-12/247/16. Läst 30 oktober 2016.